# Novo millennio ineunte
Novo millennio ineunte – list apostolski papieża Jana Pawła II, wydany na zakończenie Roku Jubileuszowego 2000, wydany 6 stycznia 2001.
W liście tym papież wylicza największe wyzwania stojące przed Kościołem katolickim w trzecim tysiącleciu:
- wierność Ewangelii
- osobista świętość katolików, także świeckich
- duszpasterstwo modlitwy
- wychowanie do wiary w rodzinach
- wierność niedzielnej mszy świętej
- częsta spowiedź
- głoszenie Słowa Bożego
- kolegialność biskupów i jedność Kościoła
- duszpasterstwo powołaniowe
- czynienie miłosierdzia
- ekumenizm
- ekologia.